# 徐堅 (唐朝)
徐堅（659年—729年），字元固，湖州人，唐朝官员。

## 生平
徐孝德之孙，徐齐聃之子，唐太宗徐賢妃、唐高宗徐婕妤的侄子。幼年智力過人，沛王李贤聞其名，召見他，授紙為賦，更覺訝異，後舉進士。聖曆中，為東都留守判官，專主表奏，王方慶稱為“掌綸誥之選”。楊再思說他：“此鳳閣舍人樣”。聖曆二年（699年），與徐彥伯、劉知幾、張說同修《三教珠英》。唐中宗時，為給事中。唐玄宗先天政变杀徐坚妻兄宰相岑羲等，徐坚因早辞机密官职得免。唐玄宗改麗正書院為集賢院，以徐堅充學士。十七年卒，追赠太子少保，諡曰文。著有《初學記》。

《太平廣記》錄——
張說、徐堅同為集賢學士十餘年，好尚頗同，情契相得。時諸學士凋落者眾，說、堅二人存焉。說手疏諸人名，與堅同觀之。堅謂說曰：「諸公昔年皆擅一時之美，敢問藝之先後？」說曰：「李嶠、崔融、薛稷、宋之問之文，皆如良金美玉，無施不可。富嘉謨之文，如孤峰絕岸，壁立萬仞，叢雲郁興，震雷俱發，誠可異乎？若施之於廊廟，則為駭矣。閻朝隱之文，則如麗色靚妝，衣之綺繡，燕歌趙舞，觀者忘憂。然類之風雅，則為俳矣。」。堅又曰：「今之後進，文詞孰賢？」說曰：「韓休之文，有如大羹玄酒，雖雅有典則，而薄於滋味。許景先之文，有如豐肌膩體，雖穠華可愛，而乏風骨。張九齡之文，有如輕縑素練，實濟時用，而窘於邊幅。王翰之文，有如瓊林玉斝，雖爛然可珍，而多有玷缺。若能箴其所短，濟其所長，亦一時之秀也。」